# Calamanthus
Genre
Synonymes
- Eremianthus Mathews, 1922[2]
- Praticola Swainson, 1837[2]

Calamanthus est un genre d'oiseaux de la famille des Acanthizidae.

## Liste des espèces
Selon la classification de référence du Congrès ornithologique international (version 10.1, 2020) :
- Calamanthus campestris (Gould, 1841)
  - Calamanthus campestris campestris (Gould, 1841)
  - Calamanthus campestris dorrie Mathews, 1912
  - Calamanthus campestris hartogi Carter, 1916
  - Calamanthus campestris isabellinus North, 1896
  - Calamanthus campestris rubiginosis Campbell, AJ, 1899
  - Calamanthus campestris wayensis Mathews, 1912
  - Calamanthus campestris winiam Campbell, AJ & Campbell, AG, 1927
- Calamanthus fuliginosus (Vigors & Horsfield, 1827)
  - Calamanthus fuliginosus albiloris North, 1902
  - Calamanthus fuliginosus bourneorum Schodde & Mason, IJ, 1999
  - Calamanthus fuliginosus diemenensis North, 1904
  - Calamanthus fuliginosus fuliginosus (Vigors & Horsfield, 1827)
- Calamanthus montanellus Milligan, 1903